# 1397

## Události
- 7. června – Bitva u Kleverhammu
- vznik Kalmarské unie Dánska, Švédska a Norska

## Narození
- 22. ledna – Ludvík z Valois, francouzský princ († 1415)
- 21. února – Isabela Portugalská, burgundská vévodkyně († 1471)
- 16. srpna – Albrecht II. Habsburský, český král († 28. října 1439)
- 15. listopadu – Mikuláš V., papež († 1455)
- Paolo Uccello, italský malíř († 1475)
- Albrecht V. Meklenburský, meklenburský vévoda († 1423)

## Úmrtí
- 21. ledna – Albrecht II. Bavorský, bavorský vévoda (* 1368)
- 18. února – Enguerrand VII. z Coucy, pán z Coucy a hrabě ze Soissons (* 1340)
- 25. dubna – Tomáš Holland, 2. hrabě z Kentu, anglický šlechtic a rádce krále Richarda II. (* 1350/1354)
- 16. června – Filip z Artois, hrabě z Eu a francouzský konetábl (* okolo 1358)
- 26. července – Erik I. Meklenburský, meklenburský vévoda (* cca 1359)
- 2. září – Francesco Landini, italský hudební skladatel (* 1325/1335)
- 8. nebo 9. září – Tomáš z Woodstocku, nejmladší syn anglického krále Eduarda III. (* 7. ledna 1355)
- Jindřich z Baru, pán z Marle a markýz z Pont-à-Mousson (* cca 1362)
- Jan II. Bavorský, bavorský vévoda (* cca 1341)

## Hlava státu
- České království – Václav IV.
- Moravské markrabství – Jošt Moravský
- Svatá říše římská – Václav IV.
- Papež – Bonifác IX. a Benedikt XIII. (vzdoropapež)
- Anglické království – Richard II.
- Francouzské království – Karel VI. Šílený
- Polské království – Hedvika z Anjou a Vladislav II. Jagello
- Uherské království – Zikmund Lucemburský
- Litevské knížectví – Vladislav II. Jagello
- Byzantská říše – Manuel II. Palaiologos